# Светлояровка (разъезд)
Светлоя́ровка — бывший железнодорожный разъезд Владивостокского отделения Дальневосточной железной дороги. При разъезде находится одноимённый населённый пункт Черниговского района Приморского края.

## География
Светлояровка расположена на железнодорожной линии Сибирцево — Новочугуевка, на перегоне Сибирцево — Вассиановка, расстояние до Сибирцева 10 км.
Автомобильная дорога к Светлояровке идёт от села Монастырище, расстояние около 7 км.